# ابوالحسن بنی‌صدر
سید ابوالحسن بنی‌صدر (۲ فروردین ۱۳۱۲ – ۱۷ مهر ۱۴۰۰) سیاستمدار و اقتصاددان ایرانی بود که به‌عنوان نخستین رئیس‌جمهور ایران فعالیت کرد. او همچنین رئیس شورای انقلاب و مدیر مسئول روزنامهٔ انقلاب اسلامی بود. بنی‌صدر با انحصار قدرت توسط حزب جمهوری اسلامی و نهادهای انقلابی زیر نظر آنان مخالف بود. دوران ریاست جمهوری او با تنش و رویدادهای مهمی چون انقلاب فرهنگی و حمله عراق به ایران همراه بود. وی در ۳۱ خرداد ۱۳۶۰ مورد استیضاح و در ۱ تیر عزل گردید. او به همراه مسعود رجوی از ایران خارج شد و در فرانسه به‌عنوان «رئیس‌جمهور منتخب شورای ملی مقاومت» به فعالیت سیاسی پرداخت.
بنی‌صدر در نوفل لوشاتو بر گفته‌های خمینی در مصاحبه‌ها نظارت می‌کرد تا همدلی افکار عمومی اروپا را جلب کند و حساسیتی در مورد حکومت آینده برنیانگیزد. او (احتمالا به‌خاطر اینکه تنها شخصی بود که تحصیلات عالی در علوم اجتماعی داشت) با خمینی با لحن آمرانه‌ای صحبت می‌کرد؛ مثلاً در نوفل لوشاتو به او امر کرده بود که نباید در اروپا راجع به ولایت فقیه در مصاحبه‌ها یا سخنرانی‌های خود سخنی بگوید زیرا اروپاییان ولایت پاپ را قرن‌ها تجربه کرده‌اند و او با اینکار بی‌اعتبار خواهد شد. بنی‌صدر با دیدن کتاب ولایت فقیه خمینی در سال ۱۳۴۸ در مورد بی‌ارزش بودن کتاب به او سرزنش کرده بود. خمینی نیز برای بنی صدر ارزش زیادی قائل بود تا جایی که در اوائل سال ۱۳۶۷ که در جنگ ایران و عراق به مشکل خورده بود دو بار علی اصغر مروارید را به پاریس فرستاد و از بنی صدر تقاضا کرد برگردد و در تصمیم گیری‌ها شرکت کند.
بنی‌صدر در سال‌های تحصیل اقتصاد در فرانسه با برداشت خود از مفهوم توحید یک تز اقتصادی مطرح کرد بنام «اقتصاد توحیدی» که پس از انقلاب آن را در کتابی منتشر و توزیع کرد. برمبنای این ایده تنها مالکیت فردفرد مردم می‌تواند باعث شکوفایی اقتصاد شود و حکومت باید اموال سرمایه‌داران را مصادره کرده به‌عنوان سرمایه در اختیار فردفرد مردم قرار دهد تا همه تولیدکننده بشوند. بنی‌صدر به‌همراه سید محمد بهشتی این ایده را با تغییراتی در مجلس خبرگان قانون اساسی در اصل ۴۳ قانون اساسی گنجانیدند. در عمل پس از ده‌ها سال به تجربه معلوم شد که این ایده انتزاعی بوده و فقط بخش اول آن که مصادره اموال سرمایه داران بود انجام شد. موسسات تولیدی بسیاری مصادره شده در اختیار بنیادها قرار گرفتند و در نتیجه کیفیت و کمیت محصولات کاهش پیدا کرد و بسیاری از برندهای موفق ایران مثل ارج و آزمایش و کفش ملی نابود شدند.

## ابتدای زندگی و تحصیلات
متولد ۲ فروردین ۱۳۱۲ در همدان، پدرش سید نصرالله بنی‌صدر زاده روستای باغچه، از توابع شهرستان کبودراهنگ و از روحانیون با نفوذ کبودراهنگ و همدان بود که با سیدروح‌الله خمینی نیز ارتباط دوستانه‌ای داشت. سید نصرالله بنی‌صدر از کردهای شیعه‌مذهب  بود و از روستای قاضی قوشچی شهرستان بیجار در استان کردستان به همدان مهاجرت کرده بود. بنی‌صدر مقطع ابتدایی و راهنمایی را در کبودراهنگ و دیپلم خود را از دبیرستان شریعتی شهر همدان دریافت کرد. در دانشگاه تهران، در رشته اقتصاد تحصیل کرد چهار سال در مؤسسه مطالعات و تحقیقات اجتماعی، تحت ریاست غلامحسین صدیقی فعالیت کرد. پس از ۱۵ خرداد ۱۳۴۲ برای ادامه تحصیل به فرانسه رفت
از سوربن دکترا گرفت و در آنجا به تدریس پرداخت. او به زبان‌های عربی و فرانسوی تسلط داشت.

## ازدواج و خانواده
در ۷ شهریور ۱۳۴۰ با عذرا حسینی ازدواج کرد، که حاصل آن، دو دختر و یک پسر است. دختر وی فیروزه بنی‌صدر در سال ۱۳۶۱ با مسعود رجوی ازدواج کرد و پس از ۲ سال بخاطر اختلاف نظر ایدئولوژیک از او جدا شد.
برادر بزرگتر او فتح‌الله حقوقدان بود. برادر دیگرش مهدی یک جراح بود و تنها خواهر آنها نیز در پاریس فیزیک هسته ای خواند و در سازمان انرژی اتمی ایران تا زمان انقلاب به‌عنوان متخصص هسته ای کار می‌کرد.

## فعالیت‌های سیاسی پیش از انقلاب ۱۳۵۷

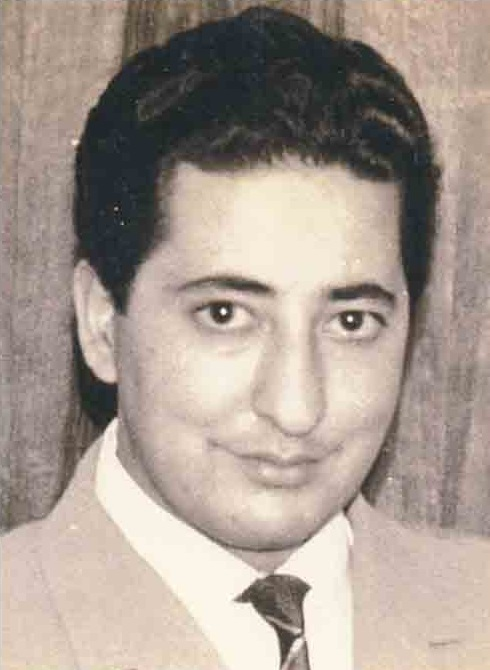
ابوالحسن بنی‌صدر پس از فارغ‌التحصیلی در سال ۱۳۳۸

بنی‌صدر نماینده دانشجویان دانشکده حقوق دانشگاه تهران در کنگره جبهه ملی ایران در سال ۱۳۴۱ و مسئول سازمان دانشجویان جبهه ملی در دانشگاه تهران بود. او دو بار به خاطر فعالیت‌های سیاسی دستگیر و روانه زندان شد. پس از مجروح شدن در تظاهرات ۱۵ خرداد، او کشور را ترک کرد و عازم فرانسه شد.
بنی‌صدر در طول دهه ۱۳۵۰ و سال‌های پیش از وقوع انقلاب، به‌عنوان یک ملی‌گرا و اسلام‌گرا و اقتصاددان طرفدار حزب جمهوری اسلامی، با ایراد سخنرانی، چاپ و انتشار مقالات و کتب تألیفی خود، به مبارزه با حکومت پهلوی می‌پرداخت. به عقیده اکبر هاشمی رفسنجانی، در طی این سال‌ها، بنی‌صدر که نزدیکی بیشتری با جبهه ملی احساس می‌کرد و خود را تئوریسین انقلاب می‌دانست، همواره درگیر رقابت با صادق قطب‌زاده (که او نیز در پاریس اقامت داشت) بود. قطب‌زاده نزدیکی فکری بیشتری با نهضت آزادی ایران داشت و به همین لحاظ بیشتر مورد تأیید مبارزان اسلامی بود.

### درنوفل لوشاتو
در سال ۱۳۵۷ و اندکی پیش از وقوع انقلاب، با ورود روح‌الله خمینی به پاریس، او از معدود کسانی بود که در فرودگاه به استقبال او رفتند.
بنی صدر می‌گوید:
در نوفل لوشاتو ما بیست اصل به آقای خمینی پیشنهاد کردیم. ایشان ۱۹ اصل آن را خطاب به جهانیان اعلام کرد منهای یک اصل که عفو عمومی بود. در مورد آن یک اصل هم گفت برویم ایران و آن‌جا ببینیم چه پیش می‌آید. بعد که رفتیم ایران، از همان لحظه ورود علایم خفیفی را بروز می‌داد که قرار است به این اصول عمل نکند؛ مثلاً در همان هنگام ورود، در بهشت زهرا صحبت‌هایی کرد که با مواضع آن ۲۰ اصل سازگاری نداشت. حالا گفتیم این لحظه ورود است و از آن طرف هم بقایای رژیم شاه هنوز برجا است و این قابل توجیه است. بعد حکم نصب آقای «مهندس بازرگان» به نخست‌وزیری حکومت موقت را صادر کرد با استناد به این که ایشان ولایت شرعی دارند. این هم خلاف یکی از آن ۲۰ اصل بود که می‌گفت «ولایت با جمهور مردم و حاکمیت مال مردم است».

من همان متن مسایل ۲۰ گانه را در اختیارشان گذاشتم. به ایشان گفتم این‌جا بخواهی صحبت ولایت فقیه بکنی، همین‌جا ماندگار می‌شوی. در این‌جا اروپایی‌ها می‌دانند ولایت فقیه چه طور است چون استبداد توتالیتر کلیسا و انگیزاسیون یا تفتیش عقاید را دیده‌اند و زود شما را می‌کنند در آن قالب و بی‌اعتبار می‌شوید. این‌جا بود که صحبت ولایت جمهور مردم را کرد و گفت در دموکراسی پیشرفته ایران، مردم در اداره کشور خویش شرکت می‌کنند که از دموکراسی‌های غرب جلوتر و بر اصل مشارکت است.
پس از ناآرامی‌ها و آشوب‌های داخلی که سبب رفتن شاه از ایران شد، در تاریخ ۱۲ بهمن سال ۱۳۵۷ با پرواز ایرفرانس به کشور بازگشتند.

## ابتدای انقلاب

بنی‌صدر، مهدی بازرگان و روح‌الله خمینی در آستانه پیروزی انقلاب در ایران

بنی‌صدر تنها سه روز بعد از ورود به ایران سخنرانی‌های خود را در دانشگاه صنعتی شریف آغاز کرد. این جلسات و سخنرانی‌ها به مدت ده روز یعنی تا زمان پیروزی انقلاب طول کشید. بنی‌صدر در بهار ۱۳۵۸، پس از تشکیل دولت موقت و خارج شدن اعضایش از شورای انقلاب با موافقت روح‌الله خمینی به عضویت این شورا درآمد، ولی حاضر به همکاری با دولت موقت نشد و مهدی بازرگان نیز پذیرای این همکاری نبود. در این دوره نقد دولت موقت جزو برنامه‌ها و مقالات بنی‌صدر بود. وی در یک سخنرانی جنجالی دولت موقت را مورد خطاب قرار داد و آن را به ضعف، عدم توانایی ایجاد تغییرات در دستگاه حکومتی، سهل‌انگاری و سستی در قضیهٔ کردستان متهم ساخت.

### مجلس خبرگان قانون اساسی

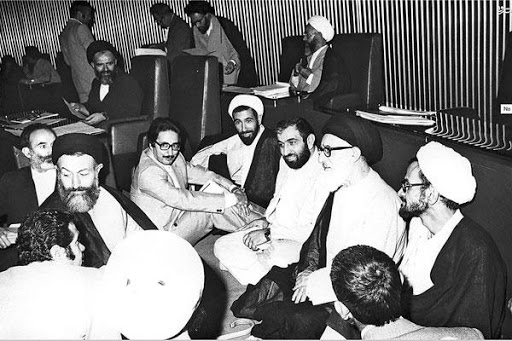
بنی‌صدر به همراه دیگر نمایندگان در صحن مجلس خبرگان قانون اساسی

وی در انتخابات مجلس خبرگان قانون اساسی در فهرست به فرمان امام قرار گرفت و به عنوان یکی از نمایندگان استان تهران وارد این مجلس شد.

#### مخالفت با درج اصل ولایت فقیه در قانون اساسی
بنی‌صدر در مجلس خبرگان مخالف واگذاری اختیارات زیاد به ولی فقیه بود.
وی در روزنامه انقلاب اسلامی مورخ ۱ شهریور ۱۳۵۸ نوشت: «در مجلس خبرگان تمایل شدیدی که از جانب عده‌ای اظهار می‌شود در دو زمینه است. یکی اینکه تنها خودشان باشند (روحانیون)، روشنفکر اصلاً معنی ندارد. یکی دیگر هم برداشتی که از ولایت فقیه می‌کنند که بیشتر می‌توان گفت ولایت فقیه مرادشان نیست، مسئله خدایی فقیه مدنظر ایشان است».
بنی صدر (در زمان بحث بر سر تصویب ولایت فقیه) می‌گوید: فقیهی که می‌تواند ولی باشد، کیست؟ کجا است آن فقیهی که بتواند جامعیت امام را داشته باشد و اگر چنین شخصی نیست، باید مجموعه متصدیان قوای حاکمه، فقیه صاحب صلاحیت تلقی شود.

#### شرایط و اختیارات رئیس‌جمهور
دومین اصل مورد اختلاف اصل ۱۱۵ قانون اساسی بود که به شرایط عمومی و اختصاصی رئیس‌جمهور مربوط می‌شد و در صورت تصویب آن، لازم بود هر شخصی که برای کسب این پست خود را معرفی می‌کند، دارای شرایطی خاص باشد. این اصل همچنین حوزه اختیارات رئیس‌جمهور را مشخص می‌کرد و بنی‌صدر خواستار تصویب قوانینی بود که اختیارات گسترده‌تری برای رئیس‌جمهوری قائل باشد که پیشنهادهای وی در این زمینه نیز در اقلیت قرار گرفتند.

### وزیر اقتصاد و سرپرست وزارت امور خارجه
بنی‌صدر در تیر ۵۸ معاون وزیر اقتصاد شد که برای شرکت در انتخابات مجلس خبرگان قانون اساسی یک ماه پس از شروع به کار از سمتش کناره‌گیری کرد. وی پس از استعفای دولت موقت در آبان ماه همان سال توسط شورای انقلاب و با تأیید خمینی، همزمان به سمت وزیر اقتصاد و امور دارایی و سرپرست وزارت امور خارجه منصوب شد. بنی‌صدر همچنین تا خاتمهٔ عملکرد شورای انقلاب در تیر ۱۳۵۹ به عضویت خود در این شورا ادامه داد. عمده فعالیت‌های این شورا به صورت مخفی صورت می‌گرفت. با تسخیر سفارت آمریکا در تهران که محل جاسوسی و مخابره اطلاعات محرمانه به ایالات متحده بود، به یکی از مخالفان اصلی آن تبدیل شد.

## اقدامات اقتصادی

### کتاب «اقتصاد توحیدی»
بنی‌صدر بر این باور بود که به دلیل اینکه عده‌ای برای استثمار دیگران به زور متوسل شدند و مالکیت، مبتنی بر زور شد، در امت واحده اختلاف افتاد. در جامعه مطلوب آینده باید کاری کنیم که زور منبع مالکیت نباشد. … راه‌حل او این است که جامعه یا دولت همه منابع لازم برای کارکردن آزادانه انسان‌ها را فراهم کند و در اختیار آنها بگذارد، به طوری که هیچ‌کس مجبور نباشد برای تأمین معیشت خود برای دیگران کار کند؛ زیرا این امر موجب بروز زور و اختلاف بین امت واحده می‌شود. … حرف‌های بنی‌صدر بعد از انقلاب در ایران تا حدودی پیاده شد. به باور بسیاری از صاحب‌نظران، درک به‌اصطلاح سوسیالیستی بنی‌صدر از اقتصاد، بسیار سطح پایین و متناقض بود و هیچ‌گاه نمی‌تواست در عمل اجرا شود. بنی‌صدر در کتاب به اقتصاددانان آزادی‌خواه با عنوان «علم‌بازان» می‌تازد و می‌نویسد: «اینان از علم همین را آموخته‌اند که هر حرفی دربارهٔ جامعه‌های دیگر گفته شده‌است، دربارهٔ ایران هم صادق است.»

### طرح ملی کردن بانک‌ها
در متن این طرح آمده بود: «برای حفظ حقوق و سرمایه‌های ملی و به کار انداختن چرخ‌های تولیدی کشور و تضمین سپرده‌ها و پس‌اندازهای مردم در بانک‌ها ضمن قبول اصل مالکیت مشروع… از این تاریخ تنها امضای مدیرانی که از طرف شورا برای بانک‌ها معین می‌شوند، دارای اعتبار قانونی است.» به این ترتیب بنا بر تصمیم شورای انقلاب، بانک‌های خصوصی به تملک دولت درآمدند. پس از اجرایی شدن این قانون، بانک‌های سراسر کشور ابتدا ملی و سپس بانک‌های خصوصی و مختلط در چند بانک دولتی ادغام شدند. علی‌اکبر معین‌فر روایت می‌کند: «طرح در شورا مطرح شد. ابتدا همان بحث مدیریت بانک‌ها توسط دولت مطرح شد، اما آقای بنی‌صدر گفت چرا بانک‌ها را ملی نمی‌کنید؟ ملی کنید که تکلیف مشخص باشد. آقای سحابی هم دفاع کرد. به این ترتیب طرح ملی شدن بانک‌ها در شورای انقلاب رای آورد… البته در شورا هم مطرح شد که ملی کردن بانک‌ها به مفهوم مصادره کردن نیست، به این معنی نبود که اگر کسانی سهم دارند، سهام‌شان را دولت ندهد. می‌دانستیم که سهام به صورت عمده در دست افرادی است که فرار کرده‌اند.» نوشته‌های بنی‌صدر نشان می‌دهد که او بانک‌ها را به‌مثابه شبکه‌های جهانی سرمایه‌داری چندملیتی می‌دانست.

### ملی شدن صنایع و زمین‌های بزرگ
بر اساس قوانین تصویب‌شده از سوی شورای انقلاب، زمین‌های بزرگ که در اختیار ملاکان قرار داشتند، ملی اعلام شدند. بر اساس این قانون، «اراضی بزرگی که در دست زمین‌داران بزرگ است و ظاهراً با ملاک‌های رژیم قبلی مجوز قانونی گرفته‌اند، ملی اعلام خواهند شد.» این قانون تصریح می‌کرد: «منظور از زمین بزرگ سه برابر زمینی است که عرف محل برای یک نفر لازم می‌داند.» در مرحله بعد، صنایع بزرگ ملی و اموال ۵۳ نفر از سرمایه‌داران معروف عصر محمدرضا پهلوی ملی شد و در اختیار دولت قرار گرفت.

#### اصل ۴۳ قانون اساسی
ببینید: اصل ۴۳ قانون اساسی
بنی‌صدر در مجلس خبرگان، اندیشه‌های خود را در راستای محدود کردن مالکیت خصوصی ادامه داد. او به‌همراه سید محمد بهشتی اصل «۴۳» قانون اساسی را طراحی کرد. طبق این اصل، دولت برای تأمین استقلال اقتصادی جامعه و ریشه‌کن کردن فقر و محرومیت و برآوردن نیازهای انسان، وظیفه تأمین نیازهای اساسی و تأمین شرایط و امکانات کار برای همه را به عهده گرفته‌است.

### پشت پا زدن به نرخ بهره
یک سال پس از انقلاب دولت وام‌هایی تحت عنوان «وام‌های مسکن بنی‌صدری» را برای خرید مسکن به شهروندان اعطا کرد و بر اساس آن هر یک از شهروندان می‌توانستند تا سقف ۳۰۰هزار تومان با سپرده ۳۰هزارتومانی و سود ۴درصدی از تسهیلات دریافت کنند. این طرح یکی از دلایل محبوبیت او در سال‌های بعد شد. در حقیقت، وزارت اقتصاد فرصتی برای بنی‌صدر شد تا ایده‌های خود را برای جلب آرای مردم اجرا کند.

### بخشودگی جرایم دیرکرد
بخشودگی همه جرایم دیرکرد و بخش‌هایی از بهره بانک‌ها که به‌سرعت اعمال شد که بعدها نیز یکی از دلایل ناترازی بیلان بانک‌ها شناخته شد. این امر ناشی از اعتقاد بنی‌صدر در زمینه مضر بودن نرخ بهره بود. او از ابتدا اعلام کرده بود که با نرخ بهره مخالف است و تمام تلاش خود را در راستای بی‌اثر کردن نرخ بهره در اقتصاد کشور انجام داد.

### تبدیل پشتوانه ارزی به طلا برای انتقال به ایران
بنی صدر در مقام رئیس‌جمهور در۲۳ تیرماه ۱۳۵۹ در مصاحبه خود گفت: … تصمیم گرفتیم پشتوانه پول خود را به طلا تبدیل کنیم بعد دیدیم در کشورهای دیگر این طلا امکان توقیف دارد پس آن را به داخل کشور آوردیم. اکنون پشتوانه پول ما در داخل کشور قرار دارد. و در این کار یک میلیارد و دویست میلیون دلار هم به نفع ما تمام شد.

## ریاست‌جمهوری

### انتخابات ریاست جمهوری ۱۳۵۸

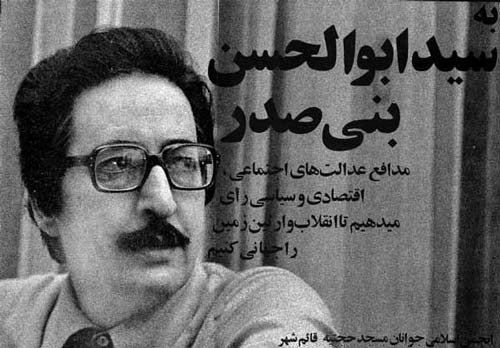
پوستر تبلیغاتی برای بنی‌صدر با شعار عدالت اجتماعی، اقتصادی و سیاسی

ابوالحسن بنی‌صدر در ۵ دی ماه ۱۳۵۸ رسماً نامزدی‌اش در اولین انتخابات ریاست‌جمهوری ایران را اعلام کرد. جامعه روحانیت مبارز از نامزدی وی حمایت کرد. در ابتدا جامعه مدرسین حوزه علمیه قم هم از وی حمایت کرد ولی پس از مدتی تصمیم به حمایت از حسن حبیبی گرفت.
در این دوره انتخابات ریاست جمهوری ۱۲۴ نامزد شرکت کردند که پس از اعلام انصراف یا استعفای برخی از نامزدها در نهایت ۹۶ نامزد در روز انتخابات به رقابت با یکدیگر پرداختند. ۸ نامزد که از چهره‌های سیاسی بودند توسط کمیسیون نظارت بر انتخابات مجوز تبلیغ و مناظره در صداوسیما را دریافت کردند. علاوه بر بنی‌صدر، حسن حبیبی، احمد مدنی، صادق طباطبایی، داریوش فروهر، صادق قطب‌زاده، کاظم سامی، و حسن آیت دیگر افراد این فهرست بودند. انتخابات در روز ۵ بهمن ۱۳۵۸ برگزار شد و ابوالحسن بنی‌صدر با کسب ۱۰٬۷۰۹٬۳۳۰ رأی از مجموع ۱۴٬۱۵۲٬۸۸۷ رأی ماخوذه (۷۶٫۵٪) به عنوان نخستین رئیس‌جمهور تاریخ ایران انتخاب شد. ۶۷٫۴۲٪ واجدین شرایط در این انتخابات شرکت کردند.

### شعارهای انتخاباتی بنی‌صدر
بنی‌صدر در پوسترهای تبلیغاتی خود را «یار راستین امام» و «حامی انقلاب وارثین زمین» معرفی کرده بود؛ از «آزادی» و «دموکراسی» و «حاکمیت ملی» استفاده نکرده بود البته «عدالت سیاسی» و «امنیت واقعی نه امنیت پلیسی» را در کنار «حفظ و اعتلای فرهنگ اسلامی» طرح کرده بود که می‌تواند به توسعه سیاسی نزدیک باشد. به نظر می‌رسد عدم طرح صریح مسائلی که بعداً به رویارویی او و خمینی یا «جمهوری واقعی» با «جمهور ناجمهور» منجر شد، تدبیر بنی‌صدر برای حساس نشدن خمینی بود.

### تنفیذ ریاست جمهوری

مراسم تنفیذ ریاست‌جمهوری بنی‌صدر، ۱۵ بهمن ۱۳۵۸. خمینی حکم ریاست جمهوری بنی‌صدر را در بیمارستان قلب، نوشت و به او داد

بنی‌صدر پس از احراز پست ریاست جمهوری، اهدافی چون دوباره‌سازی مراکز قدرت، از دور خارج کردن تدریجی سپاه پاسداران، دادگاه‌های انقلاب و کمیته‌ها و ادغام آن‌ها در سایر سازمان‌های دولتی، کاستن نفوذ روحانیون و همچنین ایجاد طرحی برای توسعه اقتصادی کشور را در دستور کار خود قرار داد بود. روح‌الله خمینی به بنی‌صدر اجازه داد تا پیش از تشکیل مجلس، در ماه بهمن ۱۳۵۸ و با ادای سوگند، حکم ریاست جمهوری خویش را دریافت کند و در مراسم تنفیذ طی سخنان کوتاهی از وی خواست تا مابین قبل از ریاست جمهور و بعد از ریاست جمهور در اخلاق روحی وی تفاوتی نباشد.

بنی‌صدر دوست نزدیکش رضا تقوی را به ریاست دفتر ریاست‌جمهوری منصوب کرد و به این ترتیب تقوی که آن روزها ۴۷ ساله بود اولین رئیس دفتر رئیس‌جمهوری تاریخ ایران شد. او در کمتر از دوسالی که بنی‌صدر رئیس‌جمهور بود، در این سمت ماند اما با رأی مجلس به عدم کفایت بنی‌صدر و عزل او در خرداد ۱۳۶۰، دوران مسئولیت‌های سیاسی و اجتماعی تقوی هم به پایان رسید. تقوی افرادی را که به جبهه ملی، سازمان مجاهدین خلق، حزب رنجبران و دیگر گروه‌ها و سازمان‌های مخالف انقلاب وابسته بودند، گردهم آورده بود. پس از عزل بنی‌صدر، جمهوری اسلامی در گزارشی با عنوان «رئیس دفتر رئیس‌جمهور کیست؟» به بررسی کارنامه سیاسی-اجرایی تقوی پرداخت و به نقل از خمینی تیتر زد: 
به آقا گفتم بعضی از افرادی که دور تو جمع شده‌اند گرگ‌هایی هستند که تو را به باد فنا می‌دهند، گوش نکرد…

## نقش او در انقلاب فرهنگی
ببینید: انقلاب فرهنگی ایران
در ۳۱ فروردین ۱۳۵۹ رئیس‌جمهور بنی‌صدر، نوشت: «بر شورای انقلاب است که از خود قاطعیت نشان دهد و تصمیم خود را بدون درنگ و تأخیر به اجرا گذارد. امروز نظم شرط تداوم انقلاب و بلکه حیات ملی‌ماست و باید با روحیه انقلاب و مصمم آن را برقرار کرد. دانشجویان مسلمان باید اجرای مصوب شورای انقلاب که در محضر امام اتخاذ شد را فریضه خود دانسته و نه تنها در برخوردها پیشقدم نشوند بلکه مانع از هرگونه برخوردی بگردند تا اگر طرف سه روز ستادهای گروه‌ها تعطیل نشدند به ترتیبی که مقرر است عمل شود.»
سیاست تند بنی‌صدر باعث شد زد و خوردهای خونین با دانشجویان چپ‌گرا و مارکسیست که در فروردین ۵۹ در دانشگاه‌ها شروع شده بود شدت یابد. در طی سه روز بعدی نیروهای حزب‌اللهی با پشتیبانی کمیته و نیروهای لباس شخصی با سلاح‌های گرم و سرد به دانشگاه‌ها حمله کرده، گروه‌های دانشجویی چپ و مارکسیست را از دانشگاه‌ها بیرون کرده و دانشگاه‌ها به کنترل دانشجویان مسلمان طرفدار حکومت درآمدند. طبق آمار رسمی ۳۸ نفر کشته و صدها نفر زخمی شدند. در روز دوم اردی‌بهشت بنی‌صدر به همراه تعدادی از هواداران نظام اسلامی به دانشگاه تهران رفته و در سخنرانی خود بر ضرورت ادامهٔ راه «انقلاب فرهنگی» تأکید کرد.

## اختلافات و برکناری از رئیس‌جمهوری

### موضع منفی حزب جمهوری اسلامی پس از انتخاب بنی‌صدر
جلال‌الدین فارسی، کاندید حزب جمهوری اسلامی به دلیل انتشار خبر مربوط به ایرانی‌الاصل نبودن از رقابت‌های انتخاباتی کناره گرفت.
سید محمد بهشتی، سید عبدالکریم موسوی اردبیلی، سید علی خامنه‌ای، محمدجواد باهنر و اکبر هاشمی رفسنجانی در نامه مورخ ۲۸ بهمن ۱۳۵۸ (۲۳ روز پس از برگزاری نخستین انتخابات ریاست‌جمهوری) به سید روح‌الله خمینی می‌نویسند:
در بخش ۷: حذف حزب جمهوری اسلامی از انتخابات ریاست جمهوری با مقدمات حساب شده‌ای صورت گرفت و مخالفان را جری و امیدوار کرد
در بخش۱۱: دستور جنابعالی در مورد حمایت از رئیس‌جمهور منتخب مورد سوءاستفاده در جهت اهداف خاصی (اهداف بنی صدر) قرار گرفت…
در بخش ۱۴: از اینکه انقلاب اسلامی به این آسانی و سادگی برخی از وسایل تضمین محتوای خود را از دست بدهد نمی‌توانیم نگران و ناراحت نشویم.
در بخش ۱۶: علایم تکرار تاریخ مشروطه بچشم می‌خورد... متجددین علیرغم اختلافاتشان در بیرون راندن اسلام همدست شده‌اند…
این بدبینی زمینه ای شد برای اختلاف بین حزب جمهوری اسلامی (جناح اکثریت مجلس) و بنی صدر

#### نوار آیت
رجوع کنید به: نوار آیت
در روز ۲۸ خرداد ۱۳۵۹ انتشار متن اظهارات حسن آیت، نماینده مجلس و دبیر سیاسی حزب جمهوری اسلامی علیه ابوالحسن بنی‌صدر، رئیس‌جمهوری وقت در روزنامه انقلاب اسلامی جنجال‌برانگیز شد. این متن نسخه پیاده شده دو نوار مربوط به سخنرانی آیت در یک جمع خصوصی بود که در آن از برنامه‌ای علیه بنی‌صدر خبر می‌داد و روزنامه انقلاب اسلامی آن را با عنوان سند توطئه آیت علیه دولت منتشر کرده بود. آیت در این سخنان گفته بود: «برنامه‌ای برای بنی‌صدر داریم که بابای بنی‌صدر هم نمی‌تواند مقاومت کند.»

### اختلاف بین مجلس و رئیس‌جمهور بر سر انتخاب نخست‌وزیر
براساس قانون اساسی نخست‌وزیر از قدرت اجرایی بالاتری از رئیس‌جمهور برخوردار بود و نخست‌وزیر ابتدا توسط رئیس‌جمهور به مجلس معرفی می‌شد و تأیید مجلس را می‌گرفت.
در ۲۹ تیر ۱۳۵۹ خمینی گفت: «این اشخاصی که انقلابی نیستند باید در رأس وزارتخانه‌ها نباشند و آقای بنی‌صدر باید امثال این‌ها را معرفی به مجلس نکند و اگر کرد، مجلس رد بکند و هیچ اعتنایی نکند.»
با اینکه از سوی حزب جمهوری اسلامی جلال‌الدین فارسی، غرضی، میرسلیم، عباسپور و رجایی به بنی‌صدر پیشنهاد شدند و بنی‌صدر در مورد میرسلیم نظر مساعد داشت مجلس به وی رأی تمایل نداد.
پس از آن، کمیته‌ای مشترک بین مجلس و دولت تشکیل شد که ۳ نفر را به مجلس معرفی کرد. در ۱۸ مرداد، رجایی با ۱۵۳ رای موافق، ۲۴ مخالف و ۱۹ ممتنع نخست‌وزیر شد.

### اختلاف بنی‌صدر و رجایی
اختلاف بنی‌صدر و رجایی بر سر انتخاب وزرا ادامه پیدا کرد به طوریکه برخی از وزارتخانه‌ها مدت‌ها بدون وزیر ماندند.
بنی صدر در مورد رجایی گفت: من گفتم ایشان خشک‌سر هستند یعنی آنچه را که صحیح می‌دانند راجع به آن حتی بحث را هم جایز نمی‌دانند و در نتیجه همکاری او با رئیس‌جمهور از آن هم مشکل‌تر است و آن عده که در مجلس بودند این ضعف او را تصدیق کردند.
بنی صدر تا پایان عمر معتقد بود که رجایی از طرف خمینی به او تحمیل شده‌است و او بخاطر جنگ و عدم تکرار مشکلی شبیه اختلاف مصدق-کاشانی تمکین کرده‌است

### موضع‌گیری‌های بنی‌صدر در برابر انحصار طلبی حزب جمهوری اسلامی

#### بشارت باد … و برهم زدن میتینگ[۶۷]
روزنامه انقلاب اسلامی شنبه ۹ تیرماه ۱۳۵۸، شماره ۴
برهم زدن میتینگ دیروز دانشگاه به هیچ رو قابل توجیه نیست… در جلساتی که برای بررسی قانون اساسی تشکیل می‌دهند، هیچ در صدد نیستند موازین دمکراسی را حفظ کنند؛ یعنی بحث آزاد دربارهٔ اصول این قانون انجام بگیرد. سخن‌ها یک طرفه گفته و نوشته می‌شوند. در اصول مورد بحث هر دخل و تصرفی را می‌خواهند می‌کنند و بر پایه دخل و تصرف‌های انجام گرفته، تفسیرهای دلبخواه می‌کنند. نه تنها خود در صدد نمی‌شوند، بحث آزاد را برانگیزند بلکه دعوت به بحث آزاد را هم اجابت نمی‌کنند. با همة فریادی که علیه انحصارطلبی سر می‌دهند، با تلاش لجوجانه ای می‌کوشند انحصار تبلیغات را در دست داشته باشند و برای توفیق در اینکار هیچ مهم نمی‌شمرند که با مداحان رژیم سابق و ندامت نامه خوانان در تلویزیون همصدایی کنند. - فرصت حمله یک گروه کوچک را مغتنم نشمرده‌اند تا از آن‌ها دعوت کنند در بحث آزاد شرکت کنند و به این ترتیب علاقه واقعی خود را به شیوه‌های دمکراتیک نشان دهند. با همة این ایرادها، حق داشته‌اند و حق دارند که آزادانه اجتماع تشکیل دهند و حرف خود را بزنند. اگر گروهی که درصدد برهم زدن اجتماع برآمده است به راستی در پی تحقق آرمان اسلام بود، باید:
1. اصل قرآنی بشارت باد به کسانی که قول‌ها را گوش می‌دهند و بهترین آن‌ها را برمی‌گزینند را زیر پا نمی‌گذاشت.
2. در محل حاضر می‌شد و نه تنها خود نظم را برهم نمی‌زد، بلکه مراقبت می‌کرد تا کسی نظم و آرامش میتینگ را برهم نزند.
3. از اداره کنندگان میتینگ می‌خواست یا به او اجازه داده شود در پایان نظرهای خود را دربارهٔ شنیده‌ها بدهد یا از اجتماع دعوت می‌کرد پس از پایان میتینگ بمانند و به سخنان او گوش بدهند. مسئولیت مسلمان در مبارزه با سانسور یک مسئولیت بسیار سنگینی است. پیام اسلام یک پیام جهانی است و انقلاب اسلامی ما، یک مسئولیت جهانی در دنیای بحران زده امروز دارد.

#### سخنرانی اوایل مرداد ماه برای جامعه زنان انقلابی شمیران
در ۵ یا ۶ مرداد ۵۹ در اجتماع جامعهٔ زنان انقلاب اسلامی شعبه شمیران: «اگر در مجلس به نخست‌وزیر و وزیرانی رأی بدهند که بتوانند مانند ساعت با رئیس‌جمهوری کار کنند امکان دارد جمهوری از پا در نیاید؛ بنابراین می‌خواهند نگذارند و اگر بخواهند نگذارند باید اسبابی فراهم بیاورند تا یک دولت دیگری زمینه پیدا کند؛ یعنی دولتی که از اول بخواهد میان مجلس و رئیس‌جمهوری تضاد به وجود آورد و براساس آن بماند. اگر بخواهند چنین دولتی به وجود بیاورند اول کسانی را که می‌بینند با رئیس‌جمهوری هماهنگی دارند می‌توانند کار کنند، خراب می‌کنند. چنان‌که می‌بینند از چندی پیش چنین جوی را به وجود آورده‌اند… برای ما وابستگی حزبی مسئله نیست، توانایی و تفاهم مسئله است و به این جهت نظر حزب جمهوری را پذیرفتم و نامزد او را [میرسلیم] برای نخست‌وزیری به مجلس معرفی کردیم. در مجلس گفتند که بهتر از او بوده، اما او چون نمی‌توانسته با من تفاهم داشته باشد، آقای میرسلیم را معرفی کردم. من می‌خواهم بگویم که این درست نیست، چون غیر از او دو نفر دیگر را هم معرفی کردند: یکی آقای جلال الدین فارسی که خود معرفی کنندگان گفتند توانایی نخست‌وزیری را ندارد و یکی آقای رجایی که من گفتم ایشان خشک سرهستند، یعنی آنچه را که صحیح می‌دانند راجع به آن حتی بحث را هم جایز نمی‌دانند و در نتیجه همکاری او با رئیس‌جمهوری آن هم مشکل‌تر است و آن عده که در مجلس بودند این ضعف او را تصدیق کردند…»

#### سخنرانی ۱۰ مرداد ۱۳۵۹ در مشهد
من باید به شما بگویم اگر من بخواهم به راه علی بروم و در برابر آن‌ها که می‌خواهند به نام مکتب این قدرت را به انحصار درآورند، باید با قاطعیت تمام بایستم.

#### سخنرانی ۱۷ شهریور ۱۳۵۹
بنی صدر در ۱۷ شهریور ۵۹ در میدان شهدا از یک گروه اقلیت انحصار طلب صحبت کرد و گفت:
«یک نظریه‌ای وجود دارد که باید یک اقلیت منسجم در خطی حاکمیت کامل برقرار کند. این اقلیت برای استقرار حاکمیت خویش کوشیده‌است و می‌کوشد رهبری نهادهای انقلابی را به دست بگیرد. کوشیده‌است و می‌کوشد رادیو و تلویزیون و روزنامه را به دست بگیرد و نگذارد هیچ نشریه‌ای که مخالف باشد امکان حیات داشته باشد. می‌خواهد سپاه انقلاب، کمیته‌های انقلاب، انجمن اسلامی و هر گروه و حزب اسلامی را در قبضه بیاورد و از طریق حاکمیت برنامه‌ای را به اجرا بگذارد. این اقلیت می‌خواهد حکومت را قبضه کند و مخالفان حکومت را از راه همان روش‌هایی که گفتم منکوب کند و از سر راه بردارد و در نتیجه بدون مزاحم و مانعی برنامه خود را به اجرا بگذارد.»

#### سخنرانی عاشورا ۲۸ آبان ۱۳۵۹[۷۱]

##### نیروهای انحصار طلب
در همه انقلابها بدون استثناء پس از پیروزی انقلاب نیروهای قدرت طلب و نیروهایی که جز قدرت انحصاری چیزی طلب نمی‌کنند کوشیده‌اند انقلاب را به ضدانقلاب تبدیل کنند و جاهلیت را در لباس جدید از نو حاکم گردانند.

##### اهمیت قانون و منزلت مردم
آیا مردم ما نباید منزلت قانونی پیدا کنند و حقوق و تکالیفشان در قانون معین باشد؟ آیا ما در این رژیم هم می‌خواهیم همان سنت دستگاه پهلوی را تجدید کنیم؟

##### اهمیت انصاف
چه کسی از نهاد قضائی می‌پذیرد که ناسزا گفتن به رئیس‌جمهوری تشویق داشته باشد؟
چه کسی می‌پذیرد که اگر در یک مصاحبه تلویزیونی حرفهایی زده شد تعقیب و زندان داشته باشد ولی اگر نقابدارانی به روزنامه میزان حمله کنند تشویق داشته باشد.
مگر امام نگفت که امر تبلیغ جنگ به شورای عالی دفاع مربوط می‌شود پس شما چرا کاسه داغ تر از آش می‌شوید. این قدر با منزلتها بازی نکنید. کجا دیده شده‌است که مسئولان یک دستگاهی به خود اجازه بدهند پیام رئیس‌جمهوری را سانسور کنند و برای مسلط شدن به این دستگاه از بکار بردن تیر و تفنگ مضایقه نکنند.
همان‌طور که دشنام دهندگان به رئیس‌جمهوری را نمی‌گیرید بلکه جایزه هم می‌دهید آنهایی را هم که می‌گویند چرا دشنام می‌دهید، نگیرید…

##### منع شکنجه و زندان‌های مختلف
در قانون اساسی ما مگر شکنجه حرام نشده‌است ممنوع نشده، در کجای دنیا در کدام دین و در کجای اسلام و کشور اسلامی و حکومت اسلامیش شش نوع زندان وجود دارد؟ چرا اینها تعطیل نمی‌شوند؟ چرا باید هر کسی و هر نهادی یک زندان داشته باشد؟ اینها باید تعطیل شوند، جو اسلامی جو اعتماد است. اینهمه دستگاه‌های ترسناک و مخوف درست نکنید چرا هیئتی تشکیل نمی‌شود و به کار این زندانهای گوناگون نمی‌رسد. چرا در رژیم اسلامی انسان و جان او این همه بی منزلت شده‌است که بتوان مثل آب خوردن محکوم کرد و بدون اینکه کسی بفهمد کار او را تمام کرد.
چه طور می‌شود که اشخاص را می‌گیرند زندان می‌برند و ماه‌ها جزء فراموش شدگان می‌شوند؟ بس کنید اینکارها را.

##### اهمیت تخصص
کار را به جایی رسانده‌اند که کسی جرئت ندارد بگوید آقا هرکاری علم می‌خواهد تخصص می‌خواهد اطلاع می‌خواهد بمحض اینکه این حرفها را بزند عده ای که از هیچ جا آگاه نیستند چماق پیدا کرده‌اند فوراً می‌گویند اینها لیبرالها هستند

##### رد صفت لیبرال بودن
آقاجان لیبرال کسی است که وقتی زور داشت می‌گوید و وقتی زور نداشت تسلیم می‌شود ببینید چه کسانی این رفتار را دارند آنها لیبرالند.
بعضی‌هاشان لیبرالند میانه‌رو اند بعضی‌هاشان نخیر استبداد طلب اند. آنها که از حق عدول نمی‌کنند چه در ضعف چه در قوت
وقتی مقام دارند بر ضد دیگران بکار نمی‌برند و وقتی ضعیف اند تسلیم ناحق قوی نمی‌شوند آنها مسلمان مکتبی هستند

##### استقلال قوه قضاییه
دستگاه قضایی ما باید بی‌طرف باشد، مستقل باشد و نباید اجازه داد انواع و اقسام پیدا کند و ابزار قدرت سیاسی شود. اگر این‌طور شد این همان است که حسین به خاطرش قیام کرد و شهید شد. مسلمان مکتبی کسی است که در موقع ضعف تسلیم زورمندان نمی‌شود و در موقع قدرت زور نمی‌گوید
در داخل جبهه جنگ روانی و سیاسی نداشته باشیم اقلاً متارکه باشد در دوران جنگ کوشش برای مواضع قدرت نباشد تبلیغات را چه دشمن بکند چه دوست نادان و چه دشمن دوست نما تأثیری در سرنوشت جنگ ندارد. این که می گوئیم هر کس علم و تخصص دارد خط امریکاست می‌شود رژیم سابق.
اگر دنبال قدرت استبدادی بودم آسان بود با این امور موافقت می‌کردم و یقیناً هم بهتر از من کسی پیدا نمی‌شد که بیاید این امور را برای شما توجیه کند».

#### سخنرانی ۲۹ آبان ۱۳۵۹ در حسینیه ارشاد[۷۱]

##### در اهمیت آزادی بیان
من راجع به محدود شدن آزادی بیان هشدار می‌دهم نپندارید که چنانچه آزادی بیان را با چوب و چماق مهار کنند و احتمالاً درهم بریزند کار صحیحی است. همان‌طور که در اصل ۹ آمده بین استقلال و آزادی تفکیکی نیست. اجتماع دیروز و امروز نشان داد که رادیو و تلویزیون وسیله ای برای محبوبیت من نبوده‌است. رادیو تلویزیون باید محلی برای برخورد آراء باشد و نباید یک یا چند گروه تلویزیون و رادیو را وسیله تبلیغ و استفاده قرار داده و آن را وسیله گروه گرایی خود سازند.
مفهوم بحث آزاد این نیست که عده ای دور هم بنشینند و به هم اتهام وارد کنند بحث آزاد نباید میدانی برای رقابت و عرض وجود بوده و شرکت کننده به قصد کسب اعتبار در آن وارد شود. نقش رادیو تلویزیون ما دقیقاً برخلاف بوده و جز تضعیف و داشتن نقش در ضعف وحدت تأثیری دیگری نداشته‌است. رادیو تلویزیون باید کارش دادن راه حل باشد نه تحمیل عقیده و فکر. روزنامه‌ها اگر این شیوه را ادامه دهند شیوه ای است تخریبی. روزنامه‌ها باید به خط اسلام بروند و هدف و برنامه اسلام یعنی امر به معروف و نهی از منکر را پیشه خود کنند.

##### در اهمیت انتقاد
در اسلام قدرت بی معنا است و فقط خدا اصیل است. با تخطئه افکار و ناسزاگویی و نظایر این اعمال نمی‌توان انقلابی بود و انقلابی شد. باید منتظر باشیم تا عیبمان را بگویند و وقتی گفتند به جای برداشتن چوب تکفیر و چماق با منطق و استدلال عیب گفته شده را بپذیریم و راه حلش را نیز بیابیم. این خلاف اسلام و نص صریح قرآن است که هر بار کسی حرفی زد بلافاصله با چماق به سرش بکوبیم و بگوییم که حرف نزند این قبیل اعمال موجب ضعف و زبونی است. ترس از این عمل و ترس از اینکه اگر حرفی بزنم با چماق به سرم می‌کوبند به مراتب از ترس چماقداران ساواک خطرناک تر است برای صلابت یافتن و هر چه نیرومندتر شدن به آزادی بیان نیازمندیم و وجود آزادی حتی در جبهه نیز حیاتی است.
مگر زندگی دروغ است که ما بگوییم نمی‌خواهیم مهندس و طبیب نمی‌خواهیم

#### سخنرانی ۲۲ بهمن ۵۹ در میدان آزادی[۷۱]

##### وضع جنگ و اقتصاد
آنها گمان نمی‌کردند که نیروهای مسلح ما بتوانند تجاوز را متوقف کنند و کردند. بدترین چیزها آن است که مردم از واقعیات امور کشور خویش اطلاع نداشته باشند. امروز کسری بودجه ما ۸۰ میلیارد تومان است و با اضافه شدن بعضی اقلام دیگر به صد میلیارد تومان می‌رسد. پنبه کشور ۵۴٪ کاهش داشته چغندر قند ۱۹٪ و میزان سفارش گندم به خارج دو میلیون تن و صنعت نیز ۳۰ تا ۴۰٪ کاهش تولید داشته. میزان تورم در کلی فروشی ۳۰ و در جزئی فروشی ۳۵ درصد است.

##### اهمیت امنیت و ثبات
فقدان امنیت قضائی، وجود مراکز تصمیم‌گیری، اقدامات خودکامه و علاوه بر آن رواج روش ترور و بعضی روشهای نادرست دیگر عاملیت و حاکمیت دولت را در بسیاری نقاط به خطر انداخته‌است. به شما مردم نسبت به نبود امنیت اعلام خطر می‌کنم. ما امنیت قضایی و اخلاقی می‌خواهیم. این که هنوز بتوان در خیابان‌ها کتاب سوزاند و هنوز بتوان به خوابگاه‌ها حمله کرد و هنوز بتوان به غیر از طریق مقامات قانونی مدرسه تعطیل کرد امری نیست که با آن بتوان در جمهوری اسلامی پیش رفت. همه کارمندان ما باید امنیت شغلی و امنیت از هر لحاظ پیدا کنند.
این که ما بخواهیم مسائل امنیتی را با چوب و چماق حل کنیم دو سال تجربه کافی نیست که ثابت کند شدنی نیست؟
اینکه بتواند با روشهایی که فرعونها و طاغوتها و استالینها ابداع کرده‌اند در این جمهوری با حیثیات اشخاص بازی کنند این کاری نیست که این ملت در مقابل آن لاقید بماند. این جمهوری باید مرکز تلاء لو معنویت اسلام باشد. آیا در حال حاضر این آزادی‌ها که در قانون اساسی آمده رعایت می‌شود یا نه؟ می‌گویند ما می‌خواهیم مردم در لهو لعب و خرابکاری آزاد باشند.
خطری که استقلال ما را تهدید می‌کند استقلال اقتصادی نیز هست و استقلال فرهنگی نیز در نتیجهٔ استقلال سیاسی است.

##### اهمیت حق آزادی
من در روش خود تغییر نخواهم داد استقامت خواهم کرد تا آزادی بازگردد. به شما روزنامه‌ها می‌گویم دروغ، ناسزا، فحش و تخریب همان‌طور که در پیام شما آمده‌است چیزی عاید شما نمی‌کند. آقایان گردانندگان حزب توده، سی سال است که ما حرفهای شما را می‌شناسیم این ایجاد نفرت از آزادی شما از شماست. ایران انقلاب کرد تا عقیده اسلام حکومت کند. ایران انقلاب نکرد تا عقیده اسلام وسیله حکومت شود. مردان مسلمان من ایمان می‌دهم امسال سال استقامت است. از استقلال و آزادی با تمام وجود دفاع می‌کنم و در این راه آماده مرگم. این ملت با حفظ آزادی‌ها با حفظ استقلال کشور با استقرار و اجرای اسلام راه را بر استبداد سد می‌کنند.
برادران و خواهران من! تمایل به استبداد از هر سو بیاید باید در مقابل آن بایستید و استقامت کنید آن روزی که خون شما را نفت شما را تا آخرین قطره بردند شما را در گرسنگی رهایتان می‌کنند. در برابر هر نارسائی صدا به اعتراض بلند کنید تا ما مسئولان بدانیم شما بیدارید. به کسانی که نسبت به حقوق مردم لاقیدند تخفیف ندهید.
کوشیدم در یک محیط تفاهم آنچه مشکلات کشور است بگویم خطرهای بزرگی را که در کمین شماست بگویم قسمتی از بحرانها نتیجه خلافکاری‌های ماست و قسمتی از آن نتیجه نارسایی‌ها در کارهای ماست. آن شعارهایی که شما برای آن قیام کردید حق شماست نباید اجازه بدهید هیچ گروه چماقدار و بی چماق این حقوق را از شما سلب کند…

## سخنرانی ۱۴ اسفند ۵۹
این سخنرانی منجر به درگیری‌های ۱۴ اسفند ۱۳۵۹ بین طرفداران حزب جمهوری اسلامی و طرفداران بنی صدر شد و محتوای سخنرانی باعث تصمیمات مهمی شد که منجر به عزل بنی صدر گردیدند.

##### راجع به کارشکنی‌ها
... عده‌ای که خود می‌خواهند زمینه شکست ما را فراهم بیاورند تبلیغ می‌کنند که گویا من جانبدار سازش با دشمنی هستم که به کشور ما تجاوز کرده‌است… اشخاصی که امام فرمودند در نهادهای انقلاب رخنه کرده‌اند و فساد می‌کنند، هر وقت به اینها می‌گویی چرا فساد می‌کنی؟ می‌گویند رئیس‌جمهور مخالف نهادهای انقلاب است در حالی که رئیس‌جمهور موافق نهادهای انقلاب است و مخالفان نهادهای انقلاب رخنه کرده‌اند و به نام این نهادها کارت گرفته‌اند و برای فساد به اینجا آمده‌اند… اینها باید تصفیه و به شدت تنبیه بشوند… در داخل کشور کسانی هستند که موافق پیروزی ما در این جنگ نیستند و پیروزی ما را خطرناک تر از پیروزی دشمن می‌دانند، اینها که نمی‌آیند به‌طور علنی بگویند ما با پیروزی نیروهای مسلح مخالفیم، آنها عمده کوشش خود را صرف تضعیف رئیس‌جمهوری و شکستن روحیه نیروهای مسلح ما کرده‌اند، هر روز یک دروغ را می‌سازند و می‌روند از تریبون‌هایی که دارند، در میان مردم شایع می‌گردانند…

##### راجع به انقلاب فرهنگی
پرسیدم که دانشگاه را چرا باید بست؟ گفتند برای این که باید انقلاب فرهنگی شود و گفتیم این کار را در تعطیلات تابستان بکنید و حالا هم می‌گویم یک نسلی را نمی‌توان بلاتکلیف نگهداشت…

##### راجع به حمله به سخنرانی
این که رئیس‌جمهوری برای صحبت بیاید و عده ای با اسلحه سرد و گرم برای اخلال بیایند، این جمهوری، جمهوری نیست که بتواند دوام بیاورد. مگر این که شما مردم همان طوری عمل بکنید که کردند، از این پس هم باید به این چماقدارها که معلوم است چه کسانی هستند بگویم که: بدانید و چماق‌هایتان را هم بشکنید. مگر از کار مغز چه زیانی دیدید که آن را با چماق عوض کردید؟ به جای چماق‌هایتان مغزهایتان را به کار بیاندازید. آن وقت خواهید دید که جو اجتماعی ما تا کجا سالم، پاک و منزه خواهد شد…

### طرح ده ماده ای و شورای حل اختلاف
در روز ۲۵ اسفند ۱۳۵۹ جلسه ای با حضور بهشتی، موسوی اردبیلی، خامنه ای، رفسنجانی، بازرگان، بنی‌صدر، رجایی و احمد خمینی در حضور خمینی برگزار شد و در نتیجهٔ آن خمینی بیانیه ای در ده ماده در مورد مصالح کشور، امور جنگ، و حل اختلافات صادر کرد و همچنین هیئت سه نفره ای را مأمور پیگیری اختلافات نمود.

#### بیانیه ده ماده‌ای
۱-لزوم پیروی از قانون اساسی ۲-در مصاحبه‌ها و نطقها و رسانه‌ها به مقامات توهین نشده یا آنان تضعیف نشوند ۳-تاکید بر اهمیت پیروی از بنی صدر به‌عنوان فرمانده کل قوا ۴و۵-اهمیت پیروی از تصمیمات رئیس شورای عالی دفاع در مورد امور دفاعی ۶-ترکیب شورای حل اختلاف ۷-چون در سخنرانیهای مسئولان گروه‌های منحرف و مخالف توطئه می‌کنند اینان تا پایان جنگ سخنرانی نکنند. ۸-دستور به بررسی عملکرد روزنامه‌ها و رادیوتلویزیون توسط شورای سه نفره و گزارش ۹-تقاضا برای همکاری برادرانه همه مسئولان برای رفع مشکلات ۱۰-ائمهٔ جمعه و جماعات در خطبه‌ها و منابر کوشش کنند آرامش در کشور برقرار باشد

#### هیئت حل اختلاف
هیئت حل اختلاف مرکب از مهدوی کنی (نمایندهٔ خمینی)، شهاب‌الدین اشراقی (نمایندهٔ بنی‌صدر) و محمد یزدی (نمایندهٔ مجلس و رجایی) در ۱۲ فروردین ۱۳۶۰ تشکیل گردید.

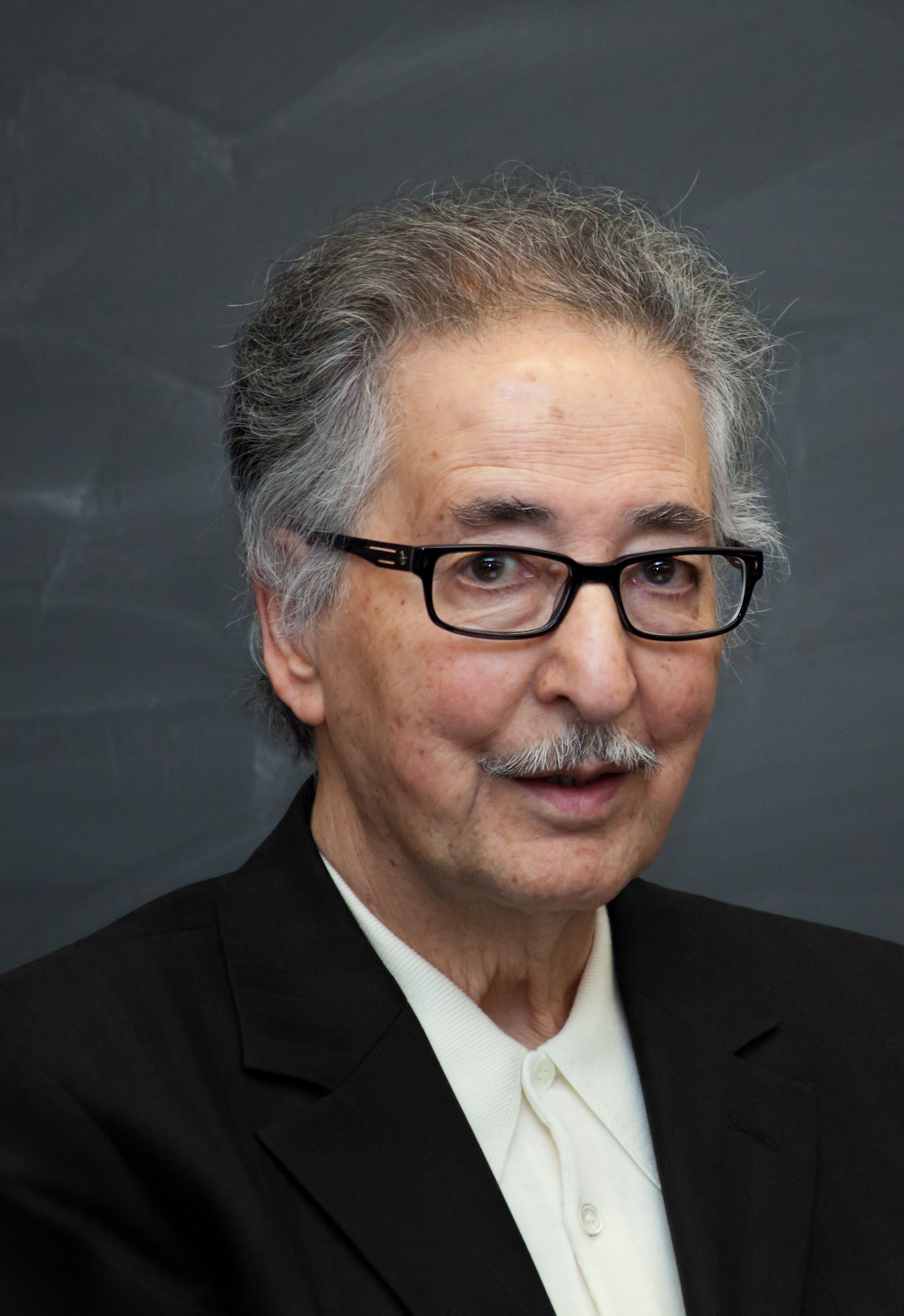
در سال ۱۳۸۹ در دانشگاه هامبورگ

هیئت در ۱۰ خرداد ۱۳۶۰ بنی صدر را در مواردی از جمله مطرح کردن موضوعات اختلاف‌برانگیز در سخنرانیها و مصاحبه‌های خود متخلف شناخت.
بنی‌صدر نظر هیئت را قبول نکرد و مراجعه به آرای عمومی را راه حل اختلافات دانست.

#### توقیف رسانه‌های حامی بنی‌صدر
در تاریخ ۱۷ خرداد ۱۳۶۰ روزنامه‌های انقلاب اسلامی، میزان، نامهٔ مردم و عدالت که حامیان بنی صدر بودند به اتهام ایجاد تشویش و ناامنی در جامعه با حکم دادگاه توقیف شدند

### عزل از فرماندهی کل قوا
به گفته عبدالله جاسبی، رفسنجانی، در جلسه‌ای از بنی‌صدر به خمینی شکایت کرد: «آن قدر این بنی‌صدر علیه ما حرف می‌زند و آبروی ما را می‌برد شما حرفی نمی‌زنید؟! و بعد آقای هاشمی ساکت شدند و زدند زیر گریه! امام جلسه را ترک کردند … فردای آن روز حاج احمد آقا به ما زنگ زدند و گفتند دیشب امام خوابشان نبرده‌است و حکم عزل بنی‌صدر را از فرماندهی کل قوا صادر کرده‌اند.

### آخرین بیانیه بنی‌صدر[۸۰]
بیانیه که در ۲۲ خرداد نوشته شده بود توسط مطبوعات منتشر نشد. احمد غضنفرپور نماینده طرفدار بنی صدر در ۲۴ خرداد ۶۰ به‌جای نطق پیش از دستور خود آن را در مجلس خواند که باعث درگیری و زندانی شدن او شد:
«...... بیایید:
الف) آزادی‌های مصرح در قانون اساسی را محترم بشماریم و آزادی بیان و قلم را تأمین کنیم و مطمئن باشید مردم ما عاقل و رشید هستند و با مقاله‌ها و حرف‌های تحریک‌آمیز، تحریک نمی‌شوند.
ب) قانون اساسی را موبه‌مو به اجرا بگذاریم و هر جا خلاف کردیم در یک محیطِ تفاهم‌آمیز آن را مشخص و معین کنیم و بازگردیم و قانون را اجرا کنیم.
ج) دستگاه قضایی را همان‌طور که اسلام می‌گوید مستقل و بی‌طرف کنیم و اعتماد و امنیتِ واقعی را پدیدآوریم.
.... به شما می‌گویم اگر امروز که هنوز وقت باقی است، نایستید و استبداد را که هنوز قوام نگرفته‌است دفعِ شر نکنید، استبداد با سلطه خارجی پیوند قطعی پیدا خواهد کرد. همه آنچه را گفتم و بدتر از آن را بر سر ما خواهند آورد. امروز از صبح تا شام و شام تا صبح چماقداران رسمی و غیررسمی محل زندگی و کارِ رئیس‌جمهور منتخب شما را در محاصره دارند و این‌ها مستثنی هستند و می‌توانند هر تظاهری را برپا کنند و هر رذالتی را انجام دهند. فردا با شما مردم چه خواهند کرد؟ خداوند را به گواهی می‌گیرم که به وظیفه خود عمل کردم و آنچه را که باید به اطلاعِ شما رساندم. بر شما مردم است که نگران سرنوشت انقلاب اسلامی و کشور خود باشید و استقامت کنید.
رئیس‌جمهور ابوالحسن بنی‌صدر ۲۲ خرداد سال ۱۳۶۰ والسلام علیکم و رحمت‌الله»

### تظاهرات ۳۰ خرداد ۱۳۶۰
در این مقطع، تنها نیروی سیاسی که هنوز علناً از ابوالحسن بنی‌صدر پشتیبانی می‌کرد، سازمان مجاهدین خلق بود. روز ۲۹ خرداد ۱۳۶۰، مسعود رجوی رهبر وقت مجاهدین خلق، همراه بنی صدر که در خفا به سر می‌برد، مردم را به قیام فراخواندند و از هوادارانشان خواستند تا علیه حکومت در خیابان‌ها حضور یابند.
روز بعد، تظاهرات ۳۰ خرداد ۱۳۶۰ در تهران و شهرهای دیگر برگزار شد که حکومت با شدت آن را سرکوب کرد.

### رای مجلس به عدم‌کفایت بنی‌صدر و عزل
نگاه کنید به: عزل سید ابوالحسن بنی‌صدر
در جلسه ۲۴ خرداد ۱۳۶۰ مجلس نامه یک‌صد و بیست نماینده قرائت شد که در آن تقاضای رسیدگی به صلاحیت سیاسی بنی‌صدر را داشته و خواستار طرح آن با قیدِ دو فوریت شدند.
طرح در تاریخ ۲۶ خرداد ۱۳۶۰ به رأی گذاشته شد و با رأی اکثریت به تصویب رسید.
رسیدگی به کفایت سیاسی بنی صدر از روز شنبه ۳۱ خرداد ۱۳۶۰ آغاز شد و طی دو روز موافقان و مخالفان دیدگاه‌های خود را مطرح نمودند. سرانجام مجلس در ۳۱ خردادماه ۱۳۶۰ به بنی‌صدر رأی عدم‌کفایت سیاسی داد.
طولانی‌ترین سخنرانی مربوط به سید علی خامنه‌ای بود که این موارد را برشمرد:
«۱. صلاحیت رئیس‌جمهور در احترام به نهادهای قانونی ثابت می‌شود، اما بنی‌صدر با اهانت به مجلس شورای اسلامی، قوه قضائیه، شورای نگهبان، دولت، سپاه و جهاد؛ قانون اساسی را رعایت نکرد و این حدِّ اعلای بی‌کفایتی است.
1. نظام و جمهوری توسط بنی‌صدر تحقیر شد: «این جمهوری، جمهوری نیست که من فخر کنم رئیس آن باشم.»
2. بنی‌صدر در مقابله با کسانی که آن‌ها را دشمنِ خود فرض می‌کرد تا حد تخریبِ اساسِ جمهوری و استقلال کشور اِبایی نداشت.
3. او به جای اصلِ حقیقت‌گروی، یک سیاست‌گرا بود که مخالفِ ویژگی‌های انقلاب اسلامی است؛ مانند موضعِ دوگانه او در موضوعات بهره بانکی، گروهک‌ها، جنگ و امام.
4. عدمِ صداقت رئیس‌جمهور در قضیه انکارِ گارد ریاست‌جمهوری و اقامت در کاخ.
5. خدشه‌دار کردن وجهه امام و نظام؛ مانند اینکه امام با واقعیت تماس ندارد یا محصور بودنِ اطلاعات امام.
6. بنی‌صدر بلندگوی تبلیغاتی علیه جمهوری اسلامی بود و باور به دولت رجایی را مصیبتی بالاتر از جنگ دانستن، دولت اسلامی را یک دولت بی‌قانون معرفی کردن، شایعه شکنجه، نبودِ آزادی در ایران و رژیم کنونی را بدتر از رژیم شاه معرفی کردن؛ حیثیت جمهوری اسلامی را در خارج از کشور از بین برد.
7. حضور افرادی بدسابقه و مشکوک به‌عنوان مشاور در دفتر بنی‌صدر.
8. افشای اسرار اقتصادی مانند اظهار میزانِ نیاز ایران به صدور نفت و میزانِ موجودی ارز کشور.
9. بی‌اطلاعی از امکانِ وقوع جنگ یا عدمِ آمادگی برای آن؛ که هر دو مورد موجبِ اثباتِ بی‌کفایتی می‌گردد.
10. عدمِ لیاقت و مدیریت جنگی در از دست دادنِ خرمشهر و آبادان.
11. بی‌توجهی به خطِّ اصلی انقلاب و رهبری، بنی‌صدر نه‌تنها در این جهت حرکت نکرده، بلکه عملاً در مقابلِ رهبری ایستاد و رهنمودهای امامِ اُمت مبنی‌بر خط آرامش و جلوگیری از تشنج‌آفرینی را آشکارا زیرپا نهاد.
12. بنی‌صدر برخلافِ ویژگیِ انقلاب، به‌دنبال قدرتِ مطلق بود و به همین دلیل در برابر او مقاومت می‌شد و او این مقاومت را کارشکنی تلقی می‌کرد.
13. عجیب‌ترین پدیده در رابطه با عدمِ کفایتِ سیاسی رئیس‌جمهور، اخلال و شورشگری بنی‌صدر و دعوت مردم به مقاومت در برابر نظمِ موجود و جذبِ گروه‌های اِخلالگر است؛ تا آنجا که یک خبرنگار خارجی هنگامِ مصاحبه بنی‌صدر، او را رئیسِ مخالفان دولت نامید.
14. سلبِ صلاحیت‌های ریاست‌جمهوری بنی‌صدر به دلیل دارا بودنِ خصلت‌های شخصی، همانند غرور، مقام‌پرستی و خودبزرگ‌بینی.

در ماجرای هویزه که تعدادی از بچه‌های ما شهید شدند من به‌طور قطع [کوتاهی] را نفی نمی‌کنم، اما به هیچ وجه نشان از یک تعللِ عمدی و سُستی عمدی خدای نکرده خیانتی مشاهده نکردم…»

## اختفا
هاشمی در خاطرات خود در ۲۶ خرداد ۱۳۶۰ می‌نویسد: خبر رسید بنی صدر قصد خروج از کشور دارد.. امام به سپاه دستور داد جلوی او را بگیرد… بنی صدر از زیر نظر دور شده و گفته می‌شود در اطراف ساوه است.

## خروج از ایران
در ساعت ۲۲:۴۵ سه‌شنبه ۶ مرداد ۱۳۶۰ بنی‌صدر و مسعود رجوی از فرودگاه مهرآباد توسط هواپیمای بوئینگ ۷۰۷ سوخت رسان به خلبانی بهزاد معزی از ایران رفتند و با عبور از کشورهای ترکیه، قبرس، یونان و شمال ایتالیا، در یک فرودگاه نظامی واقع در حومه پاریس به زمین نشستند.
معزی پیشتر نیز هدایت هواپیمای شاه را به قصد مراکش بر عهده داشت. فردای آن روز کانال دو تلویزیون فرانسه بنی‌صدر را نشان داد در حالی که سبیلش را تراشیده و در کنار مسعود رجوی، سلامتیان و معزی ایستاده بود.
اکبر هاشمی رفسنجانی در خاطرات خود اشاره کرده که در ابتدا نسبت به فرار بنی‌صدر، تعمداً ممانعتی از سوی دستگاه‌های امنیتی، صورت نپذیرفته بود.
در رسانه‌های ایران عکسی از بنی‌صدر با پوشش زنانه و ابرو برداشته منتشر شد.
نشریه ایران نیوز در کالیفرنیا گزارشی از نحوه فرار بنی‌صدر نوشت و به تراشیدن سبیل و زیر ابرو برداشتن و موهای رنگ‌شده بنی‌صدر اشاره کرد.

## بنی‌صدر و جنگ
ببینید: جنگ ایران و عراق
در آخرین روزهای شهریور ۱۳۵۹، عراق به ایران حمله برد و جنگی هشت ساله آغاز شد. اندکی بعد، بنی‌صدر به عنوان فرمانده کل قوا، به دلیل تکیه‌اش بر ارتش و نحوه اداره جنگ، زیر انتقاد شدید حزب جمهوری اسلامی و سپاه نوبنیاد پاسداران رفت. بنی‌صدر در نامه‌ای رسمی به آقای خمینی، وزیران کابینه رجایی را «بی‌کفایت» و «تهدیدی بزرگ‌تر از تجاوز عراق به خاک کشور» خواند، و شکایت کرد که هشدارهایش در مورد وخیم‌تر شدن اوضاع اقتصادی و پافشاری‌اش بر نیاز به سازمان‌دهی مجدد نیروهای مسلح نادیده گرفته شده‌است.

### اعتقاد به ارتش و جنگ کلاسیک
بنی‌صدر در مقام فرماندهی کل قوا بیشتر بر جنگ کلاسیک با استفاده از نیروهای ارتش اصرار داشت، در حالی که سایر نیروها به حضور نیروهای مردمی و سپاه پاسداران در کنار ارتش و جنگ‌های غیرکلاسیک و نامنظم نیز اعتقاد داشتند. در حالی که بنی‌صدر با دخالت نیروهای سپاه درجنگ مخالفت می‌کرد، رجایی و حزب جمهوری اسلامی از اقدامات سپاه پاسداران تجلیل و ستایش می‌کردند. پس از گذشت مدت اندکی از آغاز تجاوز رژیم عراق، به تدریج اثرات عدم همکاری بنی‌صدر با نیروهای سپاه خود را نشان داد. او به بهانه جوانی و کم تجربگی سپاه، معتقد بود که در جنگ تخصص و اسلحه کاربرد دارد که جوانان سپاهی نیز چیزی از آن نمی‌دانند. هاشمی در خاطرات خود می‌نویسد: «... وقتی آبادان در محاصره بود، من به آنجا رفتم و مشاهده کردم که به بچه‌های سپاه آرپی جی و گلوله نمی‌دهند. می‌گفتند نداریم، در حالی که اطلاعاتی که ما داشتیم، نشان می‌داد که حداقل برای آن روزها به قدر کافی سلاح و مهمات داریم.»

### ابداع اصطلاح حق و باطل برای توصیف جنگ

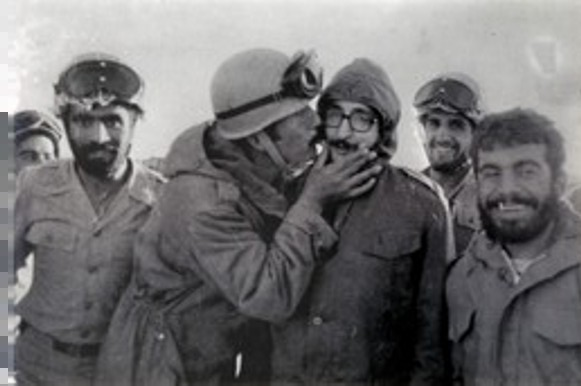
بنی صدر در جبهه

هرچند در شروع جنگ خمینی صدام را اشتراکی و کافر خوانده بود؛ بنی صدر اولین کسی بود که اصطلاح حق و باطل را بکار برد. او در ۵ مهرماه ۱۳۵۹ (یک روز قبل از مذاکره با سران کشورهای اسلامی) در مصاحبه خود گفت: ما گفته‌ایم که برای میانجیگری و آشتی ما آمادگی نداریم برای اینکه بین حق و باطل آشتی معنی ندارد. همچنین در ۶ مهرماه ۱۳۵۹ در مذاکره با سران کشورهای اسلامی یاسرعرفات حبیب شطی و ضیاءالحق گفت: دنیای اسلام باید به متجاوز بفهماند که در تعارض بین حق و باطل بیطرف نیست و از حق جانبداری می‌کند باید به حکومت متجاوز عراق از جانب همه کشورهای اسلامی یادآور شد که حمله به ایران حمله به اسلام و امت اسلامی است.

## پس از بنی‌صدر

### بی‌نتیجه ماندن طرح صلح جنبش عدم تعهد در خرداد ۱۳۶۰
پس از اجلاس وزرای خارجه جنبش عدم تعهد در بهمن ۱۳۵۹ در دهلی نو. در روز یکشنبه ۲۰ اردیبهشت ۱۳۶۰ هیئت صلح سازمان شامل وزیر خارجه کوبا، وزیر خارجه هند، وزیر خارجه زامبیا، رئیس دایره سیاسی سازمان آزادی‌بخش فلسطین و نماینده این تشکیلات در سازمان ملل وارد تهران شدند. این هیئت با مقامات کشور از جمله بنی صدر دیدار کرد و پیشنهاد داد همراه با خروج نیروهای عراقی، یک منطقه غیرنظامی در خاک ایران ایجاد شود.
به‌گفتهٔ بنی صدر آقای خمینی گفت پیشنهاد خوبی است کار را براساس این تمام کنید اما اسمش را صلح نگذارید خودتان بلدید چطور جور کنید و به چه عبارتی بگویید که تصور نکنند صلح کرده‌اید! گفتم چرا؟ گفتند صلح مخالف زیاد دارد. وزاری خارجه قرار بود در ۲۵ خرداد به ایران بیایند ولی اجرای مراحل عزل (رئیس‌جمهور) شروع شد و آنها نیز نیامدند.
در مقابل، سید علی خامنه ای نماینده وقت مردم تهران در مجلس شورای اسلامی و نماینده رهبر جمهوری اسلامی ایران در شورای عالی دفاع طی نطق خود در صحن مجلس در موافقت با عدم کفایت سیاسی بنی صدر، این ادعای بنی صدر را که در اعلامیه مورخ ۲۲ خرداد ۱۳۶۰ وی عنوان شده بود رد و آن را یک دروغ آشکار خواند و عنوان داشت:
... این قرار داد [طرح پیشنهادی چهار کشور غیرمتعهد] یک قراردادی بود که در مجلس عالی شورای دفاع رد شد … و اگر چنانچه من آن را در اینجا مطرح کنم و نمایندگان محترم و ملت ایران اطلاع پیدا کنند که شرایطی که آن قرارداد به ما تحمیل می‌کرد چه بود، همه رد خواهند کرد. دو پیشنهاد در زمینه آن قرارداد در مجلس [شورای عالی دفاع] گفته شد یکی از طرف آقای رجایی مطرح و یکی هم از طرف بنده مطرح شد و پذیرفته شد که اگر دو پیشنهاد عمل بشود آن وقت قرارداد قابل قبول تلقی بشود و ما پاسخی هنوز نسبت به آن قرارداد نداده‌ایم که ایشان [بنی صدر] در آن اعلامیه شان وانمود می‌کنند که این قرارداد وجود داشته و بنا بوده که از کشورهای غیرمتعهد اینجا بیایند تا آن را تعقیب کنند و مسئله عزل ایشان از فرماندهی کل قوا به این کار صدمه زده‌است و پایان آبرومند جنگ را عقب انداخته‌است، و این یک دروغ آشکار است.— مشروح مذاکرات مجلس شورای اسلامی روز یکشنبه ۳۱ خرداد ۱۳۶۰

### واقعه هفتم تیر
انفجار روز هفتم تیر ۱۳۶۰ در دفتر مرکزی حزب جمهوری اسلامی رخ داد که طی آن سید محمد بهشتی دبیرکل و هفتاد و دو نفر از اعضا جان خود را از دست دادند.

### ریاست جمهوری رجایی
در روز دوم مرداد ۱۳۶۰، دومین انتخابات ریاست جمهوری برگزار گردید و محمدعلی رجایی با به دست آوردن بیش از ۱۳ میلیون رأی دومین رئیس‌جمهور ایران شد. میزان مشارکت در این دوره ۶۴٫۲ درصد بود.
او دبیرکل جدید حزب جمهوری اسلامی، محمدجواد باهنر را به مقام نخست‌وزیری خویش برگزید.

### انفجار در دفتر نخست‌وزیری و بسته شدن فضای سیاسی کشور
در ۸ شهریور ۱۳۶۰ ،انفجار در دفتر نخست‌وزیری جمهوری اسلامی ایران رجایی و باهنر کشته شدند و حوادث خشونت‌آمیز دیگر در آن سال ادامه یافت. برآورد اشتباه مجاهدین خلق از میزان آسیب‌پذیری حکومت و اقدامات مسلحانه آنان نهایتاً بر قدرت حامیان خمینی افزود، به‌طوری‌که تمامی مراکز تصمیم‌گیری در اختیار آنان قرار گرفته و فضای سیاسی کشور بسته شد. بدین ترتیب، همه گروه‌های سیاسی، جز آن‌هایی که در ردیف نیروهای «مکتبی» قرار داشتند، از میدان خارج شدند.

### پیشنهاد ترور بنی‌صدر در خارج از کشور
انیس نقاش عامل ترور ناموفق شاپور بختیار در مصاحبه با روزنامه ایران از قصد برخی افراد سپاه برای ترور بنی‌صدر گفت:
«بعد از دستگیری من و فرار بنی‌صدر برخی از بچه‌های سپاه به دیدار امام رفتند و درخواست ترور بنی‌صدر را طرح کردند. اما امام نپذیرفت.»

## فعالیت‌های خارج از کشور

### همکاری با مجاهدین خلق
رجوی و بنی‌صدر به همراه برخی گروه‌های دیگر، شورای ملی مقاومت ایران را برای مبارزه با حکومت جمهوری اسلامی تشکیل دادند.

### ارسال نامه به خمینی
بنی صدر در اول مرداد ۱۳۶۳ به درخواست علی اصغر مروارید نامه ای به خمینی ارسال می‌کند که شامل نکات زیر است:
جنگ را مثل گروگانگیری تا آخر ادامه ندهید. وضع خراب است اطلاعات به شما نمی‌رسد و شما در زندان هستید. موجودیت ایران در خطر است. از شما دعوت می‌کنم اقدامات زیر را انجام دهید:
1. دادگاه‌های انقلاب را منحل کنید
2. جنگ را تمام کنید
3. بگذارید دولت لایقی بر سرکار آید
4. انتخابات واقعی باشد و نمایندگاه مجلس توسط مردم انتخاب شوند
5. آزادیها را برقرار کنید
6. از امور کشور کناره‌گیری کنید
7. من تعهد می‌دهم هرگز به سیاست نزدیک نشوم به شرطی که امور بالا انجام شوند.

۸-از آزادی نترسید و به مردم مسلمان اعتماد کنید.

### جدایی از مجاهدین خلق
در ۲۱ آبانماه سال ۱۳۶۳ در پی اقدامات مجاهدین خلق در حمایت از عراق در جریان جنگ این کشور با ایران، بنی‌صدر از شورای ملی مقاومت خارج شد.

### ملاقات فرستاده خمینی با بنی صدر در پاریس
در اواخر فروردین ۱۳۶۷ (سه ماه قبل از قبول قطعنامه ۵۹۸) خمینی دو بار فرستاده نزد بنی صدر می‌فرستد و از او دعوت می‌کند به ایران برگردد و اگر برنمی گردد لیست کارهایی را که فکر می‌کند باید انجام شود برای او ارسال کند تا ترتیب انجام آنها را بدهد. بنی صدر (به گفته خودش به دلیل ترس از کشته شدن) بازگشت به کشور را نمی‌پذیرد و خمینی را به محتویات نامه اول مردادماه ۱۳۶۳ ارجاع می‌دهد.

### انتشار هفته‌نامه «انقلاب اسلامی در هجرت»
بنی‌صدر تا پیش از مرگ در ورسای، حومه پاریس، تحت مراقبت امنیتی اقامت داشت و به انتشار منظم هفته‌نامه «انقلاب اسلامی در هجرت» می‌پرداخت.

### شهادت در دادگاه میکونوس
مقاله مرتبط: ترور میکونوس 

بنی‌صدر در کنفرانسی در ونیز در سال ۲۰۰۹

پس از ترور رهبران حزب دموکرات کردستان در رستوران میکونوس. بنی‌صدر در دادگاه شهادت داد که ترور به فرمان سیدعلی خامنه‌ای رهبر جمهوری اسلامی ایران و با امضای اکبر هاشمی رفسنجانی صورت گرفته‌است. در نهایت دادگاه کاظم دارابی و سه لبنانی به نام عباس راحیل، یوسف امین و محمد عطریس را محکوم و شماری از مسئولان بلندپایه جمهوری اسلامی را به عنوان آمران جنایت مجرم شناخت.

## درگذشت
وی در ۱۷ مهر ۱۴۰۰ در ۸۸ سالگی در بیمارستان سالپتریه پاریس درگذشت. خانواده وی در اعلام مرگ وی در وب سایت خود گفتند که بنی صدر «در برابر ظلم و ستم جدیدی که به نام دین می‌رفت از آزادی دفاع کرد». جمال الدین پاک نژاد، دستیار قدیمی او در تماس تلفنی با رویترز گفت که خانواده او مایلند وی در ورسای، حومه پاریس، جایی که در دوران تبعیدش زندگی می‌کرد، به خاک سپرده شود.

## دیدگاه‌ها
- بنی‌صدر معتقد بود سید روح‌الله خمینی «فرهمند» نبود و دانش و درایت لازم برای اداره کشور را نداشت.[۱۱۱] او در مصاحبه ای با رویترز در سال ۲۰۱۹–۱۳۹۸ گفت: خمینی پس از به قدرت رسیدن در سال ۱۳۵۷ به اصول انقلاب خیانت کرد و این موضوع طعمی «بسیار تلخ» را در میان برخی از کسانی که پس از پیروزی با وی به تهران بازگشتند برجای گذاشت.[۱۱۰]
- وی مخالف نظریه ولایت فقیه بود و آن را مشابه دستگاه پاپ می‌دانست.[۱۱۲]
- وی انفجار در دفتر حزب جمهوری اسلامی را کار مجاهدین نمی‌دانست و معتقد بود آن انفجار توسط سپاه پاسداران انجام شده‌است.[۱۱۳]
- او پس از اعتراضات به نتایج انتخابات ریاست جمهوری دهم ایران از جنبش سبز ایران حمایت کرد و پس از حصر خانگی رهبران آن، دفاع از حقوق میرحسین موسوی و مهدی کروبی را وظیفه مردم دانست.[۱۱۴]
- او در چهلمین سالگرد انقلاب ۵۷، در مصاحبه‌ای گفت که «سقوط جمهوری اسلامی محتمل نیست، قطعی است».[۱۱۵]
- در مورد حجاب اجباری گفت: «اگر قرار باشد که لباسی را به زور به کسی بپوشانند، خب این همان چیزی است که می‌خواهیم نباشد؛ زیرا ما می‌خواستیم زور نباشد.»[۱۱۶]
- بنی‌‌صدر در خشت‌خام گفت: «من شخص سیاسی نیستم؛ من همیشه مبارز سیاسی بودم و هستم فرق آن در این است که شخص سیاسی هدف را قدرت قرار می‌دهد اما مبارز سیاسی هدف را آزادی قرار می‌دهد و من در ریاست جمهوری هم، برای آزادی و استقلال ایران کوشیدم.»

## نظرات دیگران دربارهٔ او
- سید روح‌الله خمینی بنی‌صدر را فاقد شم سیاسی دانسته و معتقد بود وی یازده میلیون رأی را تباه کرد.[۱۱۷]
- سید یحیی رحیم‌صفوی در برنامه تلویزیونی سال ۱۳۸۷، در پاسخ به سؤال مجری برنامه مبنی بر اینکه «می‌گویند بنی‌صدر در جنگ و دفاع خیلی به ما خیانت کرد ولی هیچ‌کس نگفته خیانت او چه بود» گفت: «من هم نمی‌توانم کلمه خیانت را به کار ببرم. بلکه نفهمی او را نسبت به موضع خودش که رئیس‌جمهور بود و فرمانده کل قوا بود، اما انقلاب اسلامی را درک نکرده بود و عظمت امام را و اینکه بالاخره باید تابع امام باشد. البته نسبت به مسئله جنگ هم چیزی نمی‌فهمید.»[۱۱۸]
- علی شمخانی در برنامه تلویزیونی پس از سؤال مجری مبنی بر اینکه «جریان نامه‌ای که بعد از فتح خرمشهر برخی فرماندهان نظامی به بنی‌صدر نوشتند و دستور عقب‌نشینی ایشان را تقبیح کردند، چه بود» گفت: «بنی‌صدر اصلاً آن موقع نبود. بنی‌صدر تا زمانی که در خاک ایران بود و فرمانده کل قوا بود، هیچ عملیات موفقی انجام نداد. بنی‌صدر در عملیات سال ۵۹ که می‌خواست خرمشهر را آزاد کند و شکست خورد و فاجعه هویزه رخ داد، قصد خیانت نداشت! بنی‌صدر دنبال پیروزی بود و اگر پیروز می‌شد، تانک‌هایی که به سمت بصره می‌رفتند تانکهایی در تهران به سمت کرسی‌های قدرت می‌رفتند و می‌گفت من عامل پیروزی‌ام؛ لذا بنی‌صدر خیانت نکرد»[۱۱۸][۱۱۹]
- سید محمد غرضی خائن بودن بنی‌صدر را رد کرد و فقط او را قدرت‌طلب دانست.[۱۲۰]
- سید علی خامنه‌ای رهبر ایران در دیدار با مسئولان جمهوری اسلامی پس از انتخابات ریاست جمهوری دوازدهم، بدون نام بردن از بنی‌صدر رفتار وی را در دوقطبی سازی جامعه در سال ۵۹ خطرناک توصیف کرد و مسئولان را از تکرار آن روش برحذر داشت.[۱۲۱]
- احمد توکلی: بنی صدر علاوه بر کیش شخصیت (اشکالاتی در) عقاید و افکارش هم بود. او از مخالفت با مارکسیست‌ها در افکار عمومی برای محبوبیت خود خیلی استفاده کرد. ما به او احترام می‌گذاشتیم ولی کم‌کم که آشنایی بیشتری حاصل شد و افکارش را بیشتر شناختیم، دیدیم سلطه طلب است و می‌خواهد همه‌کاره ایران شود، به حق قانونی خودش قانع نبود.[۱۲۲]
- سید جواد طباطبایی: با توجه به نتایج «اقتصاد توحیدی»، که اگر در کشور یک مورد اجماع وجود داشته باشد همانا فاجعه‌بار بودن آن است، او را می‌توان در صدر سیاههٔ جنایتکاران اقتصادی قرار داد، در مواردی، با کارنامه‌ای بدتر از مغولان![۱۲۳]
- محمد قائد می‌گوید: «یقین داشت کلیدی جادویی برای حل مشکلات دراختیار دارد. از اعداد استفاده‌ای در حد وِرد و و ذکر می‌کرد: پنجاه و یک جور وابستگی، سیزده نوع سلطه، بیست رقم اعمال زور، راه‌حلی پانزده‌بندی برای قطع وابستگی، دوازده خصلت شهید مسلمان و غیره، و تمام فرمول‌های جادویی با ترجیع و پسوند «توحیدی».»[۷۹]
- ابراهیم نبوی می‌گوید: بنیان اندیشه‌هایی مانند حکومت اسلامی، اقتصاد توحیدی، موضوع منافق بودن و التقاطی بودن مجاهدین، نظریه موازنه منفی که سال‌ها اساس سیاست خارجی ایران قرار گرفت و انکار ضرورت آزادی و توصیف آن در محدوده استقلال و دشمنی کلاسیک با غرب و حکومت دینی بود، را بنی‌صدر بنیان نهاد.[۷۹]
- علی شاکری زند می‌گوید: بیشتر همدوره‌های اسلامی بنی صدر در نوعی رقابت و مسابقهٔ «عدالت‌طلبی» اسلامی با کمونیست‌ها ملغمهٔ پوچی بنام سوسیالیسم اسلامی به‌وجود آورده بودند که نه سر داشت و نه ته. در آن تنها فکر دولتی کردن که نه سابقه ای هم در فقه اسلامی داشته نه در دوران حکومت‌های بزرگ اسلامی، حلال همهٔ مشکلات محسوب می‌شد. بعضی از آنها چاشنی ادارهٔ شورایی را هم به آن اضافه می‌کردند.[۱۲۴]
- محسن رضایی، فرمانده سپاه پاسداران در دوران جنگ: «آقای بنی صدر معتقد بود که ما باید به سبک اشکانیان بجنگیم یعنی زمین بدهیم دشمن را به داخل بکشانیم و زمان به‌دست بیاوریم و بعد از آن به دشمن هجوم ببریم خود این موضوع هم در عدم حمایت و توجه به جبهه خرمشهر یا در عدم ارسال تجهیزات و مهمات مؤثر بود. وقتی یک فرمانده نظامی کنار بنی صدر می‌گوید خرمشهر ارزش نظامی ندارد خب معلوم است که به اندازه کافی هم به آنجا اسلحه و مهمات نمی‌دهند و وقتی چنین اعتقادی در برخی افراد وجود داشته باشد اینطور می‌شود. این عامل و عوامل دیگر دست به دست هم داد و موجب سقوط خرمشهر شد»[۱۲۵]

## نوشته‌ها
- خیانت به امید
- سیر اندیشه در سه قاره[۱۲۶]
- زن و زناشویی[۱۲۷]
- اصول راهنمای اسلامی[۱۲۸]
- سیاست آمریکا در ایران
- آمریکا و انقلاب
- اکتبر سورپرایز
- ایران گیت
- جامعه‌شناسی خانواده در ایران
- اقتصاد توحیدی[۱۲۹]
- شهادت در قرآن
- عدالت اجتماعی[۱۳۰]
- رابطه مادیت و معنویت[۱۳۱]
- مجموعه مقالات دربارهٔ منزلت و حقوق زن[۱۳۲]
- انسان حق، قضاوت و حقوق انسان در قرآن[۱۳۳]
- موازنه ها[۱۳۴]
- برنامه‌ای برای عمل سیاسی مداوم[۱۳۵]
- نامه ها[۱۳۶]
- کیش شخصیت[۱۳۷]
- مقدمه و متن پیش‌نویس قانون اساسی[۱۳۸]
- میثاق شورای جبهه مقاومت ملی[۱۳۹]
- نقد تضاد و تناقض در منطق صوری[۱۴۰]
- سیستم‌های اطلاعاتی[۱۴۱]
- روش تحقیق[۱۴۲]
- روش شناخت بر پایه توحید[۱۴۳]
- ترجمه کتاب مکانیسم‌های رشد از عقب ماندگی[۲۲]
- ایران و نقش مدرس
- عقل آزاد[۱۴۴]
- جریان تحول سپاه پاسداران به حزب سیاسی مسلح[۱۴۳]
- مافیای مأمور سرکوب‌های خیابانی[۱۴۵]
- مافیای اطاعاتی[۱۴۶]
- مافیای قوه قضاییه[۱۴۷]
- تضاد و توحید[۱۴۸]
- تعمیم امامت[۱۴۹]
- صد مقاله[۱۵۰]
- مشکلات سیاسی ایران[۱۵۱]
- بیان آزادی، حق حیات و مجازات اعدام[۱۵۲]
- توطئه آیت‌الله‌ها
- توانایی و ناتوانی[۱۵۳][۱۵۳]
- زن در شاهنامه[۱۵۴]
- بنی صدر سخن می‌گوید
- تحقیقی مفصل دربارهٔ مردم سالاری
- توتالیتاریسم و روش مبارزه با آن
- اصول راهنما و بنیادهای مردم سالاری
- رهبری و احزاب
- عدالت
- رشد و فلسفه عقل
- نفت و سلطه[۱۵۵][۱۵۶][۱۵۷][۱۵۸]